# HD 215114
HD 215114 är en dubbelstjärna belägen i den mellersta delen av stjärnbilden Vattumannen. Den har en kombinerad skenbar magnitud av ca 6,45 och kräver åtminstone en handkikare för att kunna observeras. Baserat på parallaxmätning inom Hipparcosuppdraget på ca 5,3 mas, beräknas den befinna sig på ett avstånd på ca 600 ljusår (ca 190 parsek) från solen. Den rör sig bort från solen med en heliocentrisk radialhastighet på ca 5 km/s.

## Egenskaper
Primärstjärnan HD 215114 A är en vit till blå stjärna i huvudserien av spektralklass A5 V. Den har en radie som är ca 3,6 solradier och har ca 45 gånger solens utstrålning av energi från dess fotosfär vid en effektiv temperatur av ca 8 000 K.
HD 215114 är en spektroskopisk dubbelstjärna där paret 2012 befann sig i ett läge med en vinkelseparation av 2,29 bågsekunder vid en positionsvinkel av 306,4.